# Îlot N'Do
L’îlot N'Do est un îlot de Nouvelle-Calédonie appartenant administrativement à Nouméa.
Il est situé à 110 m à l'ouest de l'îlot Uere. 